# Barrière d'Enfer
Barrière d'Enfer je bývalá brána v Paříži, která byla součástí pařížských hradeb vybudovaných pro výběr potravní daně. Celnice se nachází na Place Denfert-Rochereau ve 14. obvodu.

## Poloha
Hlavní trasy vedoucí z Barrière d'Enfer byly Boulevard d'Enfer (část dnešního Boulevardu Raspail), Rue d'Enfer (Avenue Denfert-Rochereau, Rue Henri-Barbusse a část Boulevardu Saint-Michel) a Boulevard Saint-Jacques.

## Původ jména
Název této brány ("Pekelná brána") je odvozen od rue d'Enfer vedoucí z  předměstí Saint-Jacques. Brána stála na konci ulice. Dodnes není zřejmé, zda se jí říkalo "pekelná ulice", protože byla místo zhýralosti a krádeží. Nebo název vznikl zkomolením latinského via inferior (přes francouzské voie inférieure, tj. dolní silnice), přičemž rue Saint-Jacques na druhé straně se nazývala via superior (voie supérieure neboli horní silnice). Podle historika Michela Roblina je třeba v tomto jménu spíše než zkomoleninu slova via inferior vidět odvozeninu názvu brány bývalých hradeb Filipa II. Augusta, železná brána (porte "en fer").

## Historie
Brána se skládá ze dvou klasicistních pavilonů, které postavil architekt Claude-Nicolas Ledoux v roce 1787. Tyto budovy jsou zdobeny vlysy představující tanečnice, které vytvořil sochař Jean Guillaume Moitte. Brána je jednou ze čtyř zbývajících celnic, které se z daňových hradeb dochovaly.
Třetí scéna opery Bohéma, kterou složil Giacomo Puccini, a jejíž děj se odehrává v Paříži roku 1830, zobrazuje Mimi, jak opouští město u této brány a jde do krčmy nedaleko odtud.
V roce 1953 během výstavby dálnice A6, která začíná u Porte d'Orléans, na druhém konci Avenue du Général-Leclerc, bylo plánováno stržení obou pavilonů, aby se rozšířily jízdní pruhy. Zvítězila však památková péče podporovaná městskou radou.

## Popis
Bývalá celnice se skládá ze dvou identických budov umístěných po obou stranách avenue du Colonel-Henri-Rol-Tanguy, která se sama nachází v ose avenue Denfert-Rochereau a avenue du Général-Leclerc:
- dům č. 3 na východě: do roku 2017 zde sídlila Generální inspekce lomů. Po rekonstrukci zde bude umístěn nový vstup do pařížských katakomb.
- dům č. 4 na západě: využívá ho silniční služba. Podzemí tohoto pavilonu bylo od 19. srpna 1944 sídlem štábu plukovníka Rol-Tanguye, odkud byly vydávány rozkazy k pařížskému povstání. Dne 25. srpna 2019 u příležitosti 75. výročí osvobození Paříže zde bylo otevřeno Muzeum osvobození Paříže – Muzeum generála Leclerca – Muzeum Jeana-Moulina.

Právě na památku tohoto obsazení Barrière d'Enfer byla dne 15. března 2004 u příležitosti oslav šedesátého výročí osvobození Paříže část Place Denfert-Rochereau mezi dvěma pavilony přejmenována na avenue du Colonel-Henri-Rol-Tanguy.